# Bács-ér
A Bács-ér (Kanyarodó, szerbül Криваја / Krivaja, a népnyelvben még Krivajnak, Sáncnak, Barának is hívják) a Duna és a Tisza mellett Bácska legnagyobb felszíni vízfolyása. Völgyének legnagyobb részét a bácskai löszfennsíkba, a Telecskai-dombságba vájta, kisebb részét a Bácskai löszteraszba.

Természetes forrása Pavlovac pusztán található, Szabadka várostól délnyugatra. Hét kisebb vízfolyásból keletkezik, s Topolya városig dél felé halad. Topolyánál nyugat felé fordul és ezt az irányt Bajsa faluig tartja. Bajsától keletre fordul, azután délkeletre, s ezen irányban halad egészen Szenttamásig, elhalad Kishegyes nyugati pereménél majd Szeghegy és Bácsfeketehegy keleti pereménél. Szenttamástól, meandereket alkotva Turja falutól északra a Ferenc-csatornába torkollik annak 25. folyami kilométernél.

A Bács-ér jobb parti területeiről (Széles-völgy, Nagy-völgy, Mély-völgy) nagyobb mellékfolyókat, csatornákat fogad, amely vízfolyások iránya északnyugati, délkeleti. A Bács-ér hossza a forrásvidéktől a torkolatig 65 km. Természetes medrét Tavankút vidékén 48 kilométerrel, a mocsaras terület lecsapolása miatt, észak felé, az országhatárig meghosszabbították. Az országhatártól Magyarország területén a kunbajai tóig, 8 km hosszan kisebb csatornát ástak.
A Bács-ér medre: a kis vízhozam és a terep adottságainak következményeként széles, lassú folyású és kanyarogó. Mezőgazdasági földterületeken halad át, a meder melletti zöldövezet hiányzik. A part többnyire náddal és más mocsári növényzettel borított. A vízállás tavasszal és ősszel tetőzik, nyáron a legalacsonyabb. A Bács-ér vízgyűjtő területét a településekben a völgyeken átvezető, lecsapoló csatornákkal szabályozták, így a terület felesleg víze a Bács-éren át Szenttamásnál a Ferenc-csatornába folyik.
A Zobnaticai-tó – Andrásnépe település mellett – 1976-ban készült el, a Bács-ér völgyének legalacsonyabb részén, Topolya és Karađorđevo között. A tó 296 m hosszú, 7 m magas földgát építésével készült. A tó összfelülete 250 ha, hossza 5,2 km, legnagyobb szélessége 700 m. Teljes térfogata 4.800,000 m³ víz. Évente 2 500,000 m³ használható fel, 500 ha öntözése miatt. A tó vízellátását a Bács-ér felső folyása végzi talaj- és csapadékvízzel.
A Zobnaticai-tó közelében közelében víztározó tavak találhatók: Bácskossuthfalva, Pacsér, Buránysor, Pannónia.